# Joseph L. Fisher
Joseph Lyman Fisher, född 11 januari 1914 i Pawtucket, Rhode Island, död 19 februari 1992 i Arlington County, Virginia, var en amerikansk demokratisk politiker. Han representerade delstaten Virginias 10:e distrikt i USA:s representanthus 1975-1981.
Fisher deltog i andra världskriget i USA:s armé. Han avlade 1947 sin doktorsexamen i nationalekonomi vid Harvard University och därefter 1951 sin master i pedagogik vid George Washington University.
Fisher besegrade sittande kongressledamoten Joel Broyhill i kongressvalet 1974. Han omvaldes 1976 och 1978. Han besegrades av republikanen Frank Wolf i kongressvalet 1980.
Fisher var unitarie. Hans grav finns på Arlingtonkyrkogården.